# Huelgas generales en España
Las huelgas generales en España son huelgas de carácter general que afectan simultáneamente a todas las actividades laborales y que se desarrollan en el territorio español durante la Edad Contemporánea e inscritas en la historia contemporánea de España.

## Movimiento obrero y sindical en España
Desde sus comienzos las huelgas fueron promovidas y convocadas por los  obreros y trabajadores organizados, primero en asociaciones de trabajadores y después en asociaciones sindicales -que acabarán conformado lo que conocemos como sindicatos y centrales obreras-.
Las huelgas, en sus inicios, fueron convocadas y dirigidas al conjunto de trabajadores de las fábricas e industrias implantadas durante la revolución industrial en España. Aunque la convocatoria y participación en las huelgas se dirige a la clase trabajadora, cuando su extensión afecta a otros sectores sociales y políticos, modificando la conciencia social e influyendo, ya sea de manera favorable a la huelga y sus reivindicaciones o de forma reaccionaria, en el conjunto social se convierte en una huelga general.
El movimiento sindical y la sucesión de huelgas generales en la historia de España va de la mano del desarrollo de los movimientos políticos, ideológicos y sindicales internacionales y nacionales siempre sujetos a la propia idiosincrasia, básicamente contrarrevolucionaria, de la historia de España. 
La historia sindical española comienza con organizaciones ya desaparacidas (como la Unión de Clases en la huelga de 1855) y sigue con otras, todavía vigentes, como la Unión General de Trabajadores (fundada en 1888) y la organización anarquista española Confederación Nacional del Trabajo (fundada en 1910) con base inicial y fundamental en Cataluña. En 1950 se fundarán la Unión Sindical Obrera y la Oposición Sindical Obrera, esta última dará lugar a la creación de las Comisiones Obreras en 1960. En 1979 se funda la Confederación General del Trabajo. Existen otros sindicatos de España, muchos de carácter sectorial y profesional, que, en distinta medida, han participado en las distintas huelgas generales.

## Huelgas generales en España
La huelga general ludista de 1855 se considera la primera huelga general convocada en territorio español. La Huelga general revolucionaria de 1917, fuertemente reprimida por los militares, es la primera gran huelga general del siglo XX, seguida por la llevada a cabo en la Revolución de 1934 -durante la Segunda República- y continuada por la convocada contra la sublevación militar del 18 de julio de 1936. La dictadura franquista hizo imposible cualquier manifestación sindical y mucho menos la convocatoria de huelgas generales. 
No será hasta después de la muerte de Francisco Franco en el mes de noviembre de 1975, cuando se vuelva a recuperar la presencia de la actividad sindical y puedan convocarse huelgas, ya sean de carácter sectorial o general. La primera huelga general que tuvo lugar, todavía en el período preconstitucional y durante la transición política, fue con el primer gobierno de Adolfo Suárez de 1976 siguiendo otra durante la Legislatura Constituyente de España de Adolfo Suárez y las posteriores huelgas generales, ya en plena democracia constitucional, estando en el gobierno los presidentes Felipe González (4), José María Aznar (2), José Luis Rodríguez Zapatero (1) y Mariano Rajoy (2).

### Monarquía de Isabel II de España

#### Huelga general en España de 1855
La Huelga general en España de 1855 se considera la primera huelga general convocada en la historia de España por trabajadores de la industria textil en Cataluña. Tuvo lugar durante el Reinado de Isabel II de España en el denominado bienio progresista (gobierno de Baldomero Espartero).

### Monarquía de Alfonso XIII

#### Huelga general revolucionaria en España de 1917
La Huelga general de 1917 fue convocada en el contexto de la crisis de 1917, por UGT y CNT en agosto de 1917, de carácter indefinido y, según el manifiesto de la misma, Con el fin de obligar a las clases dominantes a aquellos cambios fundamentales del sistema que garanticen al pueblo el mínimo de condiciones decorosas de vida y de desarrollo de sus actividades emancipadoras, se impone que el proletariado español emplee la huelga general, sin plazo definido de terminación, como el arma más poderosa que posee para reivindicar sus derechos. Monarquía de Alfonso XIII de España (Presidente del Consejo de Ministros: Manuel García Prieto) que será sustituido por  Eduardo Dato.

### Segunda República Española

#### Huelga general revolucionaria en España de 1934
La Huelga general revolucionaria en España de 1934 fue convocada por UGT el 5 de octubre de 1934 contra la entrada de ministros de la CEDA en el gobierno de la República, que consideraban las organizaciones obreras el preludio de la instauración del fascismo en España. Desencadenó la Revolución de octubre de 1934, teniendo su epicentro en Asturias, donde la CNT también convocó.

### Sublevación militar de 18 de julio de 1936 y franquismo

#### Huelga general en España de 1936
La Huelga general contra la sublevación militar del 18 de julio de 1936: convocada contra el Pronunciamiento del 17 y 18 de julio de 1936 por UGT y CNT, se desarrolla entre el 18 y el 23 de julio, y protagoniza la derrota del pronunciamiento en las principales ciudades de España, en el comienzo de la guerra civil española y con el consiguiente estallido de la Revolución social española de 1936.

### Periodo preconstitucional o de transición política no democrática

#### Huelga general en España de 1976
La Huelga general en España de 1976, celebrada el 12 de noviembre de 1976 (de 24 horas, Jornada de paro general) fue convocada por COS (Coordinadora de Organizaciones Sindicales) -entre ellas CCOO, UGT y USO- contra las medidas de ajuste laboral y económico del Gobierno de Adolfo Suárez -aún no elegido democráticamente-, y por la amnistía y las libertades democráticas.

### Periodo preconstitucional o de transición política democrática

#### Huelga general en España de 1978
La Huelga general en España de 1978, celebrada el 5 de abril de 1978, fue convocada el 17 de marzo de 1978 por la Confederación Europea de Sindicatos (CES) y secundada por UGT, CCOO y sindicatos de 28 países europeos. Se protestaba contra: el alto porcentaje de desempleo en Europa (5%). Seguimiento: unos ocho millones de personas, según los sindicatos. Presidente del Gobierno:Adolfo Suárez (UCD), ya elegido democráticamente aunque sin estar aún aprobada la Constitución española refrendada el 6 de diciembre de 1978.

### Democracia constitucional

#### Huelga general en España de 1981
Tras el intento de golpe de Estado del 23 de febrero de 1981 los sindicatos CCOO y UGT convocaron una huelga general de dos horas de duración contra la intentona golpista, celebrada con diverso seguimiento durante la mañana del 24 de febrero, así como asambleas informativas. En el caso de Cataluña, CCOO convocó en principio huelga general de 48 horas de duración.

#### Huelga general en España de 1985
La Huelga general en España de 1985, celebrada el 20 de junio de 1985 (24 horas), fue convocada por CCOO contra la reforma de las pensiones. Se suman USO, CNT, ELA-STV e INTG. Supuso la dimisión del entonces ministro de economía Miguel Boyer.

#### Huelga general en España de 1988
Esta huelga (también llamada 14-D), celebrada el 14 de diciembre de 1988 (24 horas), fue convocada por CCOO y UGT contra la reforma laboral durante el Gobierno de Felipe González.

#### Huelga general en España de 1992
Esta huelga, celebrada el 28 de mayo de 1992 (24 horas), fue convocada por CCOO y UGT contra la reforma del subsidio de desempleo. Se suman los sindicatos minoritarios.

#### Huelga general en España de 1994
Esta huelga, celebrada el 27 de enero de 1994 (24 horas), fue convocada por CCOO y UGT contra la reforma laboral. Se suman los sindicatos minoritarios.

#### Huelga general en España de 2002
Esta huelga (20-J), celebrada el 20 de junio de 2002 (24 horas), fue convocada por CCOO y UGT contra la reforma del subsidio de desempleo realizada por el gobierno de José María Aznar. Se suman los sindicatos minoritarios.

#### Huelga general en España de 2003
Esta huelga, celebrada el 10 de abril de 2003 (2 horas), fue convocada por UGT y las federaciones de CCOO sin mayoría oficialista contra la participación de España en la guerra de Irak y sus efectos socioeconómicos. CGT y CNT convocan huelga general de 24 horas.

#### Huelga general en España de 2010 - 29-S
Esta huelga (29-S), celebrada el 29 de septiembre de 2010 (24 horas), fue convocada por CCOO, CGT y UGT contra la reforma laboral, la reducción salarial en el sector público y la congelación de las pensiones. Se suman los sindicatos minoritarios.

#### Huelga general en España de 2011
Convocada el 27 de enero de 2011 (24 horas) por ELA, LAB, CIG, CGT y CNT, entre otras, en Cataluña, Galicia, Euskadi y Navarra, y con manifestaciones en el resto del Estado. Contra la reforma de las pensiones.

#### 1.ª Huelga general en España de 2012: 29-M
Huelga conocida como 29-M y convocada el 29 de marzo de 2012 (24 horas) por ELA, LAB, USO, CIG, CUT, CSI, CGT, CNT, CCOO y UGT, entre otras, en todo el Estado. Contra la séptima reforma laboral aprobada el 19 de febrero.

#### 2.ª Huelga general en España de 2012: 14-N
Huelga laboral convocada para el 14 de noviembre de 2012 (24 horas) por los sindicatos UGT, CCOO, USO, CIG, CGT, CNT, CUT, Intersindical-CSC, Intersindical Valenciana, SIME y COS, entre otros, contra las políticas de ajuste del Gobierno. Huelga conjunta con las convocadas el mismo día en Portugal, Italia, Grecia, Chipre y Malta. Se considera la primera huelga internacional del siglo XXI y la primera huelga general europea.

#### Huelga general en España de 2018: 8-M
Huelga laboral de 24 horas promovida por diversas asociaciones feministas y convocada finalmente para el 8 de marzo de 2018 por los sindicatos CGT y CNT. CCOO se suma finalmente con un llamamiento a la huelga de dos horas por turno.

#### Huelga general por Palestina de 2024: 27-S
Huelga laboral de 24 horas promovida por Solidaridad Obrera y CGT el 27 de septiembre, cuya demanda principal era el fin del genocidio palestino y la ruptura de relaciones diplomáticas y comerciales entre el gobierno español y el Estado de Israel, especialmente el comercio de armas.